# Eryngium atlanticum
Eryngium atlanticum är en flockblommig växtart som beskrevs av Jules Aimé Battandier och Charles-Joseph Marie Pitard. Eryngium atlanticum ingår i släktet martornar, och familjen flockblommiga växter. Inga underarter finns listade i Catalogue of Life.